# Natália Milanová
Natália Milanová, née Natália Gálisová le 12 juin 1982 à Bratislava, est une personnalité politique et slovaque membre du parti Les Gens ordinaires et personnalités indépendantes (OĽaNO).
Elle est ministre de la Culture entre 2020 et 2023.